# Крючечников, Николай Васильевич
Никола́й Васи́льевич Крюче́чников (15 мая 1921 — 1989, Москва) — советский и российский киновед, педагог.

## Биография
Родился 15 мая 1921 года. В 1943 году окончил сценарный факультет Всесоюзного государственного института кинематографии. С 1946 года преподавал во ВГИКе. В 1949 году защитил диссертацию на соискание учёной степени кандидата искусствоведения по теме «Драматический конфликт и киносценарий на современную тему». Доцент кафедры кинодраматургии. Работал заместителем директора ВГИКа. В 1955 году вступил в КПСС. Был редактором многотиражной газеты «Путь к экрану». Руководил сценарной мастерской на заочном отделении ВГИКа.
Печатался по вопросам кино с 1940 года. Автор исследований по теории кинодраматургии, а также ряда сценариев научно-популярных фильмов.
Член Союза кинематографистов СССР.
Умер в сентябре 1989 года в Москве.
Жена – Ади Яновна Петрович, киновед, старший преподаватель кафедры киноведения ВГИКа.
Сын – Виктор Николаевич Крючечников (род. 26 января 1944), микробиолог, эпидемиолог.
Внук – Николай Викторович Крючечников, предприниматель.